# Miguel Durán Salgado
Miguel Durán-Loriga y Salgado (La Coruña, 4 de noviembre de 1886-Madrid, 26 de mayo de 1950) fue un arquitecto español.

## Biografía
Fue hijo del insigne matemático Juan Jacobo Durán y Loriga y padre del también arquitecto Miguel Durán-Loriga y Rodrigáñez. Fue arquitecto diseñador del Ministerio de Hacienda de La Coruña. En Madrid es conocido por la creación en 1930 del parador nacional "Hostería del Estudiante" de Alcalá de Henares, y también por haber sido el restaurador en 1944 de la Real Casa de la Aduana (Palacio del Marqués de Torrecilla) ubicado en la Calle de Alcalá (números: 5, 7, 9 y 11). Conservador del Palacio Real de Madrid. Fue un arquitecto regionalista que manifiesta el apoyo recibido en el Pabellón Gallego en la Exposición Iberoamericana de Sevilla de 1929.

## Obras
- Colonia Parque Residencia - 1931
- La Iglesia de Santa Bárbara hacia 1930